# Finale Europacup I 1973
De finale van de Europacup I van het seizoen 1972/73 werd gehouden op 30 mei 1973 in het Rode Ster-stadion in Belgrado. Voor de derde keer op rij en de vierde keer in totaal stond Ajax in de finale. De Amsterdammers kregen voor de derde keer een Italiaanse tegenstander. Juventus kwam al snel op achterstand na een doelpunt van rechtsbuiten Johnny Rep. Ook na 90 minuten stond de vroege voorsprong op het scorebord en dus mocht Ajax opnieuw de beker met de grote oren in ontvangst nemen.
Omdat Ajax de trofee voor de derde keer op rij won, mocht de Amsterdamse club de beker definitief behouden.

## Wedstrijd
|             |        |       |          |                                                                                                   |
| 30 mei 1973 | Ajax   | 1 – 0 | Juventus | Rode Ster-stadion, Belgrado Toeschouwers: 89.484 Scheidsrechter: Milivoje Gugulović (Joegoslavië) |
| 30 mei 1973 | Rep 5' |       |          | Rode Ster-stadion, Belgrado Toeschouwers: 89.484 Scheidsrechter: Milivoje Gugulović (Joegoslavië) |

| Ajax | Juventus |

| Ajax:          |    |                   |
|                |    |                   |
| GK             | 1  | Heinz Stuy        |
| RB             | 3  | Wim Suurbier      |
| CB             | 13 | Barry Hulshoff    |
| CB             | 12 | Horst Blankenburg |
| LB             | 5  | Ruud Krol         |
| CM             | 15 | Arie Haan         |
| CM             | 7  | Johan Neeskens    |
| CM             | 9  | Gerrie Mühren     |
| RW             | 16 | Johnny Rep        |
| CF             | 14 | Johan Cruijff     |
| LW             | 11 | Piet Keizer       |
| Wisselspelers: |    |                   |
| GK             | 13 | Sies Wever        |
| CM             | 6  | Arnold Mühren     |
| RW             | 8  | Sjaak Swart       |
| CF             | 10 | Jan Mulder        |
| LW             | 4  | Gerrie Kleton     |
| Coach:         |    |                   |
| Ștefan Kovács  |    |                   |

| Juventus:        |    |                      |     |
|                  |    |                      |     |
| GK               | 1  | Dino Zoff            |     |
| RB               | 2  | Gianpietro Marchetti |     |
| CB               | 4  | Francesco Morini     | 66' |
| CB               | 5  | Sandro Salvadore     |     |
| LB               | 3  | Silvio Longobucco    |     |
| RW               | 7  | Franco Causio        | 57' |
| CM               | 6  | Giuseppe Furino      |     |
| CM               | 8  | Fabio Capello        |     |
| LW               | 11 | Roberto Bettega      | 49' |
| CF               | 9  | José Altafini        |     |
| CF               | 10 | Pietro Anastasi      |     |
| Wisselspelers:   |    |                      |     |
| MF               | 12 | Helmut Haller        | 49' |
| MF               | 13 | Antonello Cuccureddu | 57' |
| Coach:           |    |                      |     |
| Čestmír Vycpálek |    |                      |     |